# Сьомик Павло Миколайович
Павло Миколайович Сьомик (10 березня 1914, станція Скотувата, тепер Донецької області — ?) — український радянський діяч, голова Державного комітету Ради Міністрів Української РСР по хлібопродуктах і комбікормовій промисловості в 1965—1967 роках.

## Біографія
Освіта вища. Член ВКП(б).
Під час німецько-радянської війни служив у Червоній армії, був начальником бази Головного управління державних матеріальних резервів при РНК СРСР.
З 1944 року — заступник начальника Київського територіального управління Головного управління державних матеріальних резервів при РНК СРСР.
На 1946—1948 роки — інструктор ЦК КП(б)У. До травня 1950 року — завідувач сектору сільськогосподарського відділу ЦК КП(б)У.
З травня 1950 до січня 1963 року — заступник завідувача сільськогосподарського відділу ЦК КПУ.
У січні 1963 — квітні 1965 року — завідувач відділу механізації, електрифікації і сільського будівництва Бюро ЦК КПУ з керівництва сільським господарством.
22 квітня 1965 — 27 березня 1967 року — голова Державного комітету Ради Міністрів Української РСР по хлібопродуктах і комбікормовій промисловості.
З 27 березня 1967 по лютий 1969 року — 1-й заступник голови Державного комітету Ради Міністрів Української РСР по хлібопродуктах і комбікормовій промисловості.
У лютому 1969 — після 1981 року — 1-й заступник міністра заготівель Української РСР.
Потім — на пенсії.

## Звання
- капітан
- підполковник

## Нагороди
- два ордени Трудового Червоного Прапора (26.02.1958, 22.03.1966)
- два ордени «Знак Пошани» (21.01.1944, 23.01.1948)
- медаль «За перемогу над Німеччиною у Великій Вітчизняній війні 1941—1945 рр.» (1945)
- медалі
- Заслужений працівник сільського господарства Української РСР (.03.1974)
- Почесна грамота Президії Верховної Ради Української РСР (.03.1964)